# Lewis Miller (componist)
Lewis Martin Miller (New York, 4 september 1933) is een Amerikaans componist en muziekpedagoog.

## Levensloop
Miller studeerde aan het Queens College van de City University of New York (CUNY) in New York en behaalde zijn Bachelor of Arts. Vervolgens studeerde hij aan de Manhattan School of Music in New York en behaalde aldaar zijn Master of Arts. Zijn studies voltooide hij aan de North Texas State University en behaalde zijn Ph.D. (Philosophiæ Doctor). Zijn docenten voor compositie waren Karol Rathaus, Vittorio Giannini en Samuel Adler. 
Hij werd componist en arrangeur voor de militaire muziekkorpsen van het Fourth Infantry Division Special Services Unit die in Duitsland gestationeerd was. Met steun van het Ford Foundation's Young Composer Project werd hij huiscomponist in Elkhart en in El Paso. Hij werkte als docent aan het Texarkana College en aan de Fort Hays State University in Hays waar hij tot professor in muziek benoemd werd. Alhoewel hij intussen gepensioneerd is werkt hij incidenteel als docent aan de Universiteit van New Mexico in Albuquerque.
Als componist schreef hij werken voor verschillende genres zoals opera, orkest, harmonieorkest, koor, solozang, en diverse ensembles. Hij won vanaf 1979 verschillende malen ASCAP Awards en andere prijzen voor zijn werken. 

## Composities

### Werken voor orkest
- 1983 Concertino, voor piano en orkest
- Overture: King Henry V, voor orkest
- Overture to Tartuffe, voor orkest
- Overture to the School for Wives, voor orkest
- Prelude and Baroque Fugue, voor strijkorkest

### Werken voor harmonieorkest
- 1970 Capriccio, voor piano en harmonieorkest
- 1982 Overture to the School for Husbands, voor harmonieorkest
- Rondo Da Camera
- Variations on a Sea Chantey

### Werken voor koor
- Southwest Sketches, voor gemengd koor
  1. Tunuco
  2. Old Volcanoes
  3. Lullaby
  4. Desert
  5. Red River
- The Four Winds (Polynesian prayers), voor gemengd koor 
  1. North Wind
  2. East Wind
  3. South Wind
  4. West Wind
- To touch a Star, voor gemengd koor a capella

### Kamermuziek
- 1974 Just desserts, duet voor dwarsfluit en fagot
- 1987 Scherzo, voor (c-)trompet en piano
- 1990 Koperkwintet
- 2005 Koperkwintet nr. 2
- Rondo, voor klarinet en piano
- Rondo Giocoso, voor cello en piano
- Sonatina, voor blaaskwintet